# Mühle (Porchères)

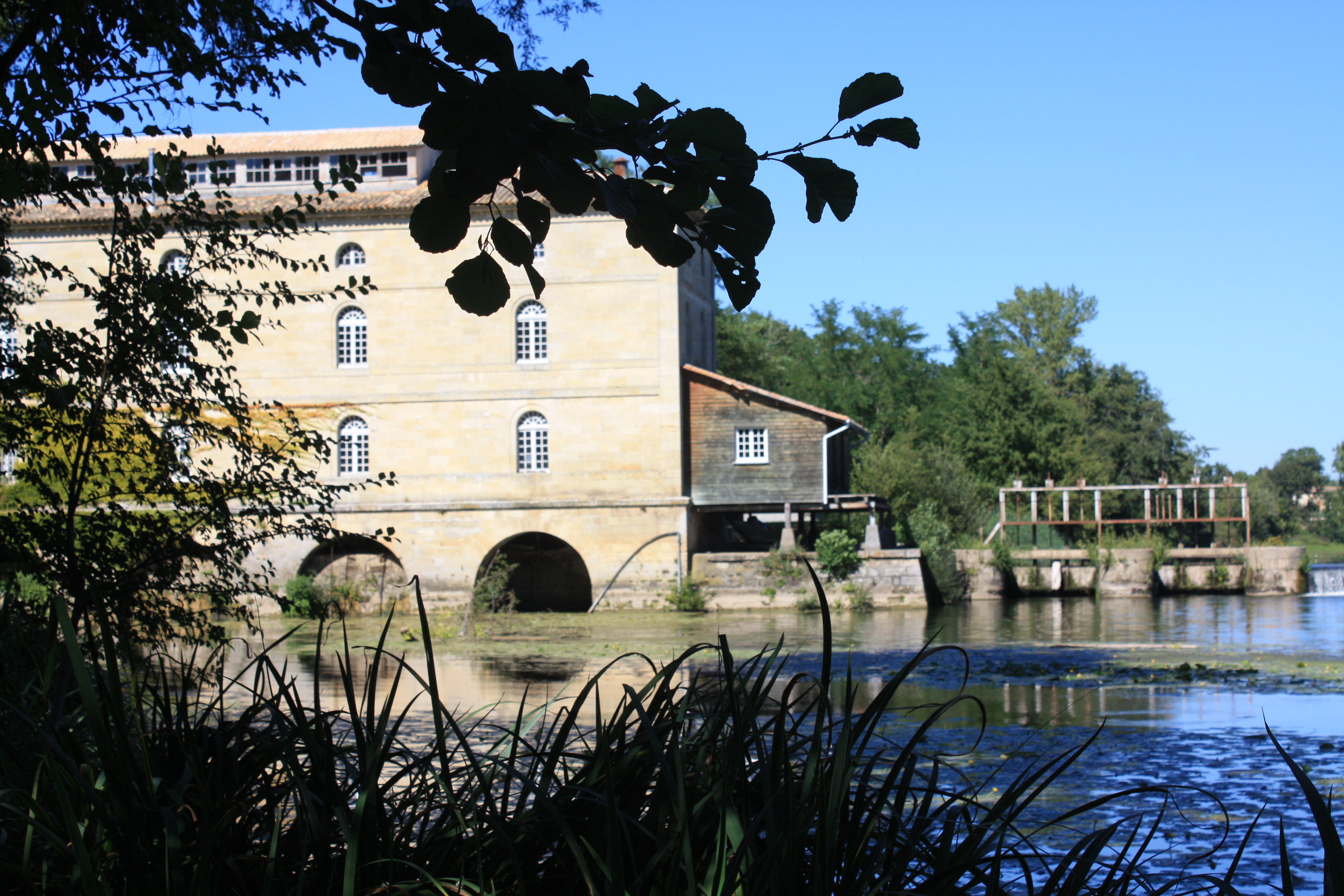
Mühle in Porchères

Die Mühle (als Moulin du Barrage bezeichnet) in Porchères, einer französischen Gemeinde im Département Gironde in der Region Nouvelle-Aquitaine, wurde 1850 errichtet. Die Mühle ist seit 2007 als Monument historique geschützt.
Der dreigeschossige Bau, das Dachgeschoss wurde 1937 erneuert, wurde über dem Fluss Isle errichtet, um die Wasserkraft zu nutzen. Fünf rundbogige Joche bilden das Fundament des Gebäudes, durch sie fließt das Wasser zum Antrieb der Mahlmaschinen. Diese sind noch erhalten, die ältesten stammen aus dem Jahr 1903.
Die komplette Mühlenanlage mit Lager und der Verbindungsgang zum Stauwehr stehen unter Denkmalschutz.